# Sometimes When We Touch
Singles de Dan Hill
Phonecall
(1977) All I See Is Your Face
(1978)
Sometimes When We Touch est une ballade écrite en 1977 par Dan Hill (paroles) et Barry Mann (musique) sur l'album Longer Fuse. Elle est parue tout d'abord en tant que single de l'artiste pop rock canadien Dan Hill. Sa version de la chanson est devenue la plus connue et son plus grand succès. Depuis sa parution d'origine, Sometimes When We Touch a été enregistrée par plusieurs artistes différents dans des styles musicaux variés.

## Composition
Hill s'est inspiré pour écrire Sometimes When We Touch d'une relation amoureuse antérieure. Dans une interview à CBN News en 2017, Hill a expliqué que la chanson était à propos d'un amour pour une personne qui ne partageait pas ses sentiments : « Elle était attirée par un autre homme, cela m'avait brisé le cœur. Alors je me suis dit que j'allais écrire une chanson pour saisir qui elle était et la reconquérir—d'une manière si passionnée qu'elle se rendrait compte que je suis le seul homme qui lui convient. »
Sometimes When We Touch a été enregistré d'abord in 1977, avec les musiciens Bobby Ogdin (piano), Larrie Londin (batterie), Bob Mann (guitare), Don Potter (guitare), Tom Szczesniak (basse). Le disque a été produit par Fred Mollin et Matthew McCauley, enregistré au Manta Sound, à Toronto.

## Accueil commercial
Cela a été le plus grand succès de Dan Hill, a atteint la troisième place des charts aux États-Unis Billboard Hot 100 et la dixième place des charts Adult Contemporary. La chanson provenait de l'album studio de Hill Longer Fuse (en).

## Influence culturelle
La chanson a été utilisée dans de nombreux films, émissions de télévision et publicités depuis sa sortie. Parmi eux, on peut citer notamment le film Superstar de 1999, une publicité pour GEICO de 2003, le film Tonnerre sous les tropiques de 2008 (c'est la sonnerie de téléphone de l'agent Rick Peck), et dans l'épisode des Simpson Le Prix de la lâcheté de 2014.

## Version de Tina Turner
Singles de Tina Turner
Root, Toot Undisputable Rock 'n Roller
(1978) Love Explosion
(1979)
Pistes de Rough
Fire Down Below
(8) A Woman In a Man's World
(10)
Sometimes When We Touch est notamment reprise par Tina Turner et issue de son troisième album studio Rough. Elle sort en avril 1979 au Royaume-Uni uniquement en tant que troisième single de l'album.
Turner fait la promotion de la chanson au Kenny Everett Show le 9 avril 1979 et l'interprète en direct lors de sa tournée Wild Lady of Rock. Une prestation en public de Sometimes When We Touch lors de cette tournée est disponible sur l'album vidéo Wild Lady of Rock.

### Liste des pistes
| A. | Sometimes When We Touch  | 3:57 |
| B. | Earthquake and Hurricane | 2:30 |